# ポントゥス・アルムクヴィスト
ポントゥス・スクル・エリック・アルムクヴィスト（Pontus Skule Erik Almqvist, 1999年7月10日 - ）は、スウェーデン・セーデルマンランド県ニュヒェーピング出身のプロサッカー選手。セリエA・パルマ・カルチョ1913所属。ポジションはFW。

## クラブ経歴
IFKノルシェーピンなどのユースチームをわたり歩きながら、2015年から2年間はイギリスに渡り、ナイキ・サッカーアカデミーに入所。2016年にスウェーデンに帰国し、IFKノルシェーピンとプロ契約を締結。翌2017年9月23日のハルムスタッズBK戦でプロデビュー。以降は下部リーグへのローン移籍を経て、2020年シーズンよりトップチームに定着。同年シーズンはシーズン途中まで5ゴールを決めた。
2020年10月15日、FCロストフと5年契約を締結。移籍後も主力として活躍していたが、2022年2月に2022年ロシアのウクライナ侵攻が勃発。これを受けてFIFAとUEFAは、ロシアリーグでプレーする外国籍選手に対する救済法を施行。アルムクヴィストもこの権利を行使し、3月17日にFCユトレヒトがアルムクヴィストを2021-22シーズン終了までのローン移籍で獲得したと発表。同シーズンは9試合で起用された。
2022年7月5日、MKSポゴニ・シュチェチンに1年間のローン移籍で加入したことが発表。2022-23シーズンはエクストラクラサで27試合5ゴールを記録した。
2023年6月22日、USレッチェに1年間のローン移籍で加入したことが発表。2023-24シーズン開幕戦となった8月20日のSSラツィオ戦では、後半35分に1-1の同点に追い付く移籍後初ゴールを決め、更に2分後にはフェデリコ・ディ・フランチェスコもゴールを決め、2-1の開幕戦逆転勝利に貢献した。
2024年8月13日、セリエAに昇格したパルマ・カルチョ1913に完全移籍で加入した。

## 代表経歴
2017年から3年間、ユース世代のスウェーデン代表でプレーした。